# Pygeretmus
Pygeretmus is een geslacht van zoogdieren uit de familie van de jerboa's (Dipodidae). De wetenschappelijke naam van het geslacht werd in 1841 gepubliceerd door Constantin Wilhelm Lambert Gloger.

## Soorten
Er worden 3 soorten in dit geslacht geplaatst:
- Pygeretmus platyurus (H. Lichtenstein, 1823)
- Pygeretmus pumilio (Kerr, 1792)
- Pygeretmus shitkovi (Kuznetsov, 1930)